# Oxyopes birmanicus
Oxyopes birmanicus är en spindelart som beskrevs av Tord Tamerlan Teodor Thorell 1887. Oxyopes birmanicus ingår i släktet Oxyopes och familjen lospindlar. Inga underarter finns listade i Catalogue of Life.